# Cardiology in the Young
Cardiology in the Young is een internationaal, aan collegiale toetsing onderworpen wetenschappelijk tijdschrift op het gebied van de kindercardiologie. Het gaat daarbij vooral over aangeboren hartafwijkingen zoals transpositie van de grote vaten en de gevolgen daarvan voor soms zeer jonge patiënten, maar ook over de gevolgen op latere leeftijd.
Het tijdschrift wordt uitgegeven door Cambridge University Press.
De naam wordt in literatuurverwijzingen meestal afgekort tot Cardiol. Young.